# Liste der Monuments historiques in Ploërdut
Die Liste der Monuments historiques in Ploërdut führt die Monuments historiques in der französischen Gemeinde Ploërdut auf.

## Liste der Bauwerke
| Bezeichnung        | Beschreibung | Standort        | Kennzeichnung | Schutzstatus | Datum | Bild |
| ------------------ | ------------ | --------------- | ------------- | ------------ | ----- | ---- |
| Kapelle            |              | Lochrist (Lage) | PA00091491    | Inscrit      | 1933  |      |
| Kapelle Notre-Dame |              | Crénénan (Lage) | PA56000018    | Inscrit      | 1998  |      |
| Kirche St-Pierre   |              | (Lage)          | PA00091492    | Classé       | 1964  |      |

## Liste der Objekte
- Monuments historiques (Objekte) in Ploërdut in der Base Palissy des französischen Kultusministeriums